# Cadel Evans Great Ocean Road Race 2025
La 9.ª edición de la clásica ciclista Cadel Evans Great Ocean Road Race fue una carrera en Australia que se celebró el 2 de febrero de 2025 sobre un recorrido de 183,8 kilómetros alrededor de Geelong.
La carrera formó parte del UCI WorldTour 2025, calendario ciclístico de máximo nivel mundial, siendo la segunda carrera de dicho circuito y fue ganada por el suizo Mauro Schmid del Jayco AlUla. Completaron el podio, como segundo y tercer clasificado respectivamente, los neozelandeses Aaron Gate del XDS Astana y Laurence Pithie del Red Bull-BORA-hansgrohe.

## Equipos participantes
Tomaron parte en la carrera 14 equipos: 12 de categoría UCI WorldTeam, 1 de categoría UCI ProTeam y el equipo nacional de Australia. Formaron así un pelotón de 94 ciclistas de los que acabaron 70. Los equipos participantes fueron:
| WorldTeams (12)- Groupama-FDJ - EF Education-EasyPost - Team Jayco AlUla - Intermarché-Wanty - Red Bull-BORA-hansgrohe - Soudal Quick-Step - Cofidis - Movistar Team - Team Picnic-PostNL - Ineos Grenadiers - Lidl-Trek - XDS Astana Team ProTeam- Israel-Premier Tech Equipo nacional- Australia |
| |

## Clasificación final
- La clasificación finalizó de la siguiente forma:[3]

| \| Clasificación general \| Clasificación general \| Clasificación general \| Clasificación general \| Clasificación general \| \| Ciclista \| Ciclista \| Equipo \| Tiempo \| \| \| --------------------- \| --------------------- \| ----------------------- \| --------------------- \| --------------------- \| \| 1.º \| Mauro Schmid \| Team Jayco AlUla \| 4 h 26 min 07 s \| \| \| 2.º \| Aaron Gate \| XDS Astana Team \| + 3 s \| \| \| 3.º \| Laurence Pithie \| Red Bull-Bora-Hansgrohe \| + 3 s \| \| \| 4.º \| Javier Romo \| Movistar Team \| + 3 s \| \| \| 5.º \| Andrea Bagioli \| Lidl-Trek \| + 3 s \| \| \| 6.º \| Corbin Strong \| Israel-Premier Tech \| + 3 s \| \| \| 7.º \| Magnus Sheffield \| Ineos Grenadiers \| + 3 s \| \| \| 8.º \| Rémy Rochas \| Groupama-FDJ \| + 3 s \| \| \| 9.º \| Oscar Onley \| Team Picnic-PostNL \| + 3 s \| \| \| 10.º \| Finn Fisher-Black \| Red Bull-Bora-Hansgrohe \| + 8 s \| \| |                   |                         |                 |
| |                   |                         |                 |
| Fuente: ProCyclingStats |                   |                         |                 |
| Clasificación general |                   |                         |                 |
| Ciclista | Ciclista          | Equipo                  | Tiempo          |
| 1.º | Mauro Schmid      | Team Jayco AlUla        | 4 h 26 min 07 s |
| 2.º | Aaron Gate        | XDS Astana Team         | + 3 s           |
| 3.º | Laurence Pithie   | Red Bull-Bora-Hansgrohe | + 3 s           |
| 4.º | Javier Romo       | Movistar Team           | + 3 s           |
| 5.º | Andrea Bagioli    | Lidl-Trek               | + 3 s           |
| 6.º | Corbin Strong     | Israel-Premier Tech     | + 3 s           |
| 7.º | Magnus Sheffield  | Ineos Grenadiers        | + 3 s           |
| 8.º | Rémy Rochas       | Groupama-FDJ            | + 3 s           |
| 9.º | Oscar Onley       | Team Picnic-PostNL      | + 3 s           |
| 10.º | Finn Fisher-Black | Red Bull-Bora-Hansgrohe | + 8 s           |

## Ciclistas participantes y posiciones finales
Convenciones:
- AB-N: Abandono en la etapa "N"
- FLT-N: Retiro por llegada fuera del límite de tiempo en la etapa "N"
- NTS-N: No tomó la salida para la etapa "N"
- DES-N: Descalificado o expulsado en la etapa "N"

## UCI World Ranking
La Cadel Evans Great Ocean Road Race otorgó puntos para el UCI World Ranking para corredores de los equipos en las categorías UCI WorldTeam, UCI ProTeam y Continental. Las siguientes tablas son el baremo de puntuación y los diez corredores que obtuvieron más puntos:
| Posición   | 1.º | 2.º | 3.º | 4.º | 5.º | 6.º | 7.º | 8.º | 9.º | 10.º | 11.º | 12.º | 13.º | 14.º | 15.º-20.º | 21.º-30.º | 31.º-50.º | 51.º-55.º | 56.º-60.º |
| Puntuación | 300 | 250 | 215 | 175 | 120 | 115 | 95  | 75  | 60  | 50   | 40   | 35   | 30   | 25   | 20        | 12        | 5         | 2         | 1         |

| Clasificación |                   |                         |        |
| Ciclista      | Ciclista          | Equipo                  | Puntos |
| ------------- | ----------------- | ----------------------- | ------ |
| 1.º           | Mauro Schmid      | Jayco AlUla)            | 300    |
| 2.º           | Aaron Gate        | XDS Astana              | 250    |
| 3.º           | Laurence Pithie   | Red Bull-BORA-hansgrohe | 215    |
| 4.º           | Javier Romo       | Movistar                | 175    |
| 5.º           | Andrea Bagioli    | Lidl-Trek               | 120    |
| 6.º           | Corbin Strong     | Israel-Premier Tech     | 115    |
| 7.º           | Magnus Sheffield  | INEOS Grenadiers        | 95     |
| 8.º           | Rémy Rochas       | Groupama-FDJ            | 75     |
| 9.º           | Oscar Onley       | Picnic PostNL           | 60     |
| 10.º          | Finn Fisher-Black | Red Bull-BORA-hansgrohe | 50     |